# Semnodactylus wealii
Semnodactylus wealii és una espècie d'amfibis de la família Hyperoliidae. És monotípica del gènere Semnodactylus. Habita a Lesotho, Sud-àfrica i Eswatini. El seu hàbitat natural inclou arbustos de tipus mediterrani, prades temperades, pantans, aiguamolls d'aigua dolça, corrents intermitents d'aigua dolça, naixents, pastures, àrees d'emmagatzematge d'aigua i estanys.